# Aeroplano de Leonardo da Vinci

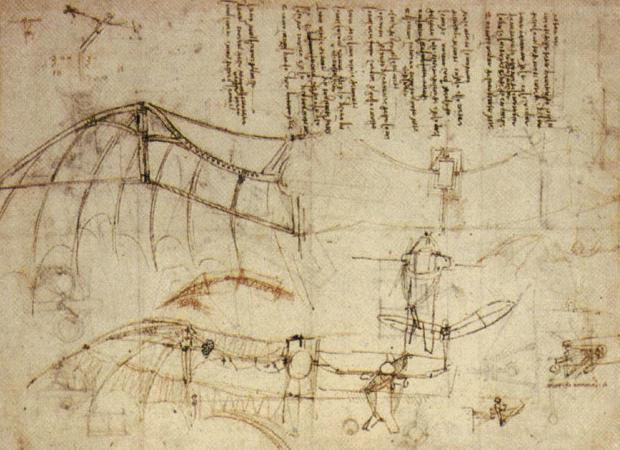
O "aeroplano" de Leonardo da Vinci.

O "aeroplano" de Leonardo da Vinci, foi mais um dos projetos extremamente inovadores de Leonardo da Vinci. Esse projeto foi desenhado em 1485. 

## Teoria de operação
No período entre 1480 e 1505, da Vinci efetuou uma grande quantidade de estudos sobre o voo, entre eles, estavam estudos sobre pipas, planadores baseados na estrutura esquelética das aves. Versões modernas desses projetos provam que a maioria deles poderia efetivamente voar.
Um dos mais reconhecidos desses projetos, foi a "máquina voadora", um projeto de um par de asas que se assemelhavam a asas de pássaros. Esse tipo de artefato, mais tarde veio a ser denominado de "ornitóptero".